# Sakae Ōba

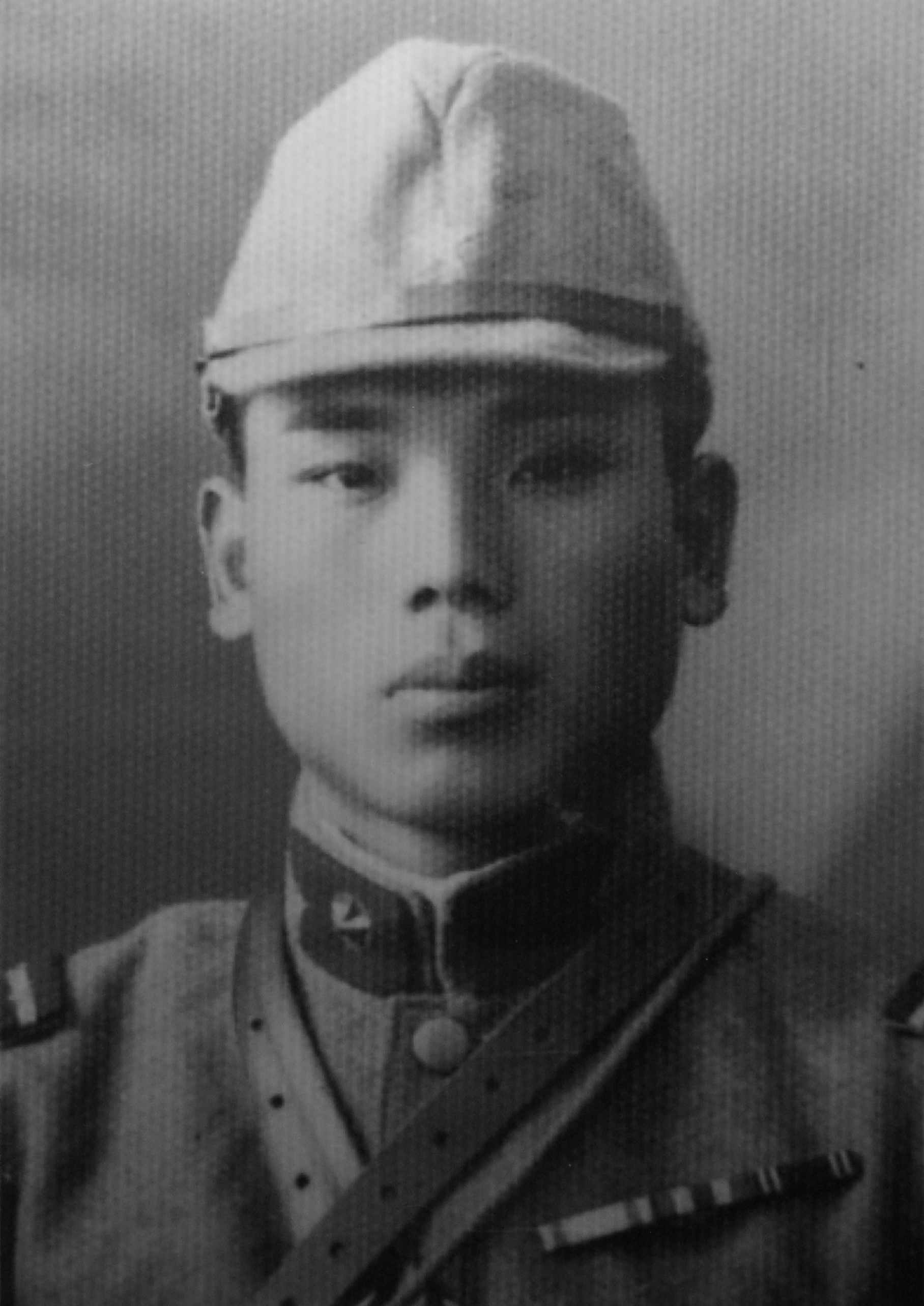
Sakae Oba, em 1937

Sakae Ōba (大場 栄, Ōba Sakae) (21 de março de 1914 - 8 de junho de 1992) foi um oficial do Exército Imperial Japonês durante a Segunda Guerra Mundial. Ele serviu na China durante a Segunda Guerra Sino japonesa  e na campanha do Pacífico. Depois que as forças japonesas foram derrotadas na Batalha de Saipan, ele liderou um grupo de soldados e civis nas profundezas da selva para evitar a captura pelas forças aliadas. Sob a liderança de Oba, o grupo sobreviveu por mais de um ano após a batalha e finalmente se rendeu em dezembro de 1945, três meses após o fim da guerra. Após seu retorno ao Japão, ele se tornou um empresário de sucesso e serviu no conselho da cidade de Gamagōri.
Sakae Ōba nasceu em 21 de março de 1914, na cidade de Gamagori, na província de Aichi, Japão. Ele foi o primeiro filho de Isuke Ōba, um fazendeiro. Em março de 1933, Sakae se formou na Escola de Prática de Educação e no mês seguinte aceitou um cargo de professor em uma escola pública da região. Enquanto trabalhava como professor, casou-se com Mineko Hirano (1912-1992), também de Gamagori.
Em 1934, Oba se juntou ao 18º Regimento de Infantaria do Exército Imperial Japonês, com base na cidade vizinha de Toyohashi. Ele foi designado como aspirante a oficial de primeira classe, recebeu treinamento especializado e foi enviado para Manchukuo, onde a maior parte do 18º Regimento estava estacionada como uma unidade de ocupação. Em 1936, o regimento retornou à sua guarnição em Toyohashi e Oba se reuniu brevemente com sua esposa.
Em julho de 1937, a Segunda Guerra Sino-Japonesa estourou e seu regimento foi mobilizado. Em agosto, Oba e seu regimento foram enviados para a China, onde se juntaram à invasão anfíbia de Xangai. Em dezembro daquele ano, Oba já havia sido promovido a segundo-tenente. Em 1939 foi promovido a primeiro-tenente e em novembro de 1941 recebeu o comando de uma companhia de infantaria. Em março de 1943, ele foi promovido a capitão.

### Saipan
No início de 1944, o 18º Regimento foi retirado da Manchúria e realocado para o Teatro do Pacífico. O Capitão Ōba foi colocado no comando da companhia de médicos de combate do regimento. Por volta das 15h00 de 29 de fevereiro, o navio de transporte que transportava o regimento, o Sakito Maru, foi atingido por um torpedo disparado pelo submarino americano USS Trout, perto da ilha de Saipan. O navio afundou, levando consigo mais da metade do regimento. Os navios de escolta chegaram rapidamente e resgataram cerca de 1.800 sobreviventes e os entregaram a Saipan. Após uma reorganização apressada, a maior parte do regimento foi transportada com sucesso para Guam. Quase 600 soldados, incluindo o capitão Ōba, tiveram que ser deixados para trás em Saipan. Ōba foi designado para organizar uma companhia médica de 225 homens composta por petroleiros, engenheiros e médicos que sobreviveram ao desastre de Sakito-maru. Eles obtiveram os poucos suprimentos médicos disponíveis e, em meados de maio, montaram um posto de assistência médica.
Na manhã de 15 de junho de 1944, os fuzileiros navais dos Estados Unidos desembarcaram nas praias de Saipan. Apesar de uma defesa feroz, os japoneses foram gradualmente empurrados para trás com pesadas perdas. O comandante japonês usou o Monte Tapochau no centro da ilha como quartel-general e organizou linhas defensivas ao redor da montanha. Sem reabastecimento ou socorro disponível, a situação tornou-se insustentável para os defensores e um ataque final foi ordenado. Em 7 de julho, o capitão Oba e seus homens participaram da maior carga banzai da guerra no Pacífico. Após 15 horas de intenso e implacável combate corpo a corpo, quase 4.300 soldados japoneses estavam mortos. As forças aliadas declararam a ilha segura em 9 de julho de 1944. Em 30 de setembro de 1944, o Exército Japonês fez uma presunção oficial de morte para todo o pessoal de status desconhecido e eles foram declarados mortos em combate. Isso incluiu o capitão Ōba, e ele foi premiado com uma promoção "póstuma" a major.

### A resistência
O Capitão Oba sobreviveu à batalha e gradualmente assumiu o comando de mais de cem outros soldados. Apenas cinco homens de sua unidade original sobreviveram à batalha, dois dos quais morreram nos meses seguintes. Oba então liderou mais de 200 civis japoneses nas selvas para evitar a captura. Ele e seus homens organizaram os civis e os colocaram em cavernas nas montanhas e aldeias escondidas na selva. Quando os soldados não estavam ajudando os civis nas tarefas de sobrevivência, o capitão Ōba e seus homens continuaram sua batalha contra a guarnição dos fuzileiros navais dos EUA. Oba usou o Monte Tapochau como sua base principal; Com 473 metros (1.552 pés), o pico oferecia uma visão desobstruída de 360 graus da ilha. De seu acampamento base na encosta oeste da montanha, Oba e seus homens ocasionalmente conduziam ataques de guerrilha em posições americanas, muitas vezes com o próprio Oba participando destas missões. Devido à velocidade e furtividade dessas operações, e as tentativas frustradas de encontrá-lo, os fuzileiros navais em Saipan eventualmente se referiram a Oba como "A Raposa".
Em setembro de 1944, os fuzileiros navais começaram a realizar patrulhas no interior da ilha, em busca de sobreviventes que estavam invadindo seu acampamento em busca de suprimentos. Essas patrulhas às vezes encontravam soldados ou civis japoneses e, quando eram capturados, eram interrogados e enviados para um campo de prisioneiros apropriado. Foi durante esses interrogatórios que os fuzileiros navais descobriram o nome de Oba. No auge da caça a Oba, o comandante da Marinha elaborou um plano no qual seus homens se alinhariam ao longo da largura da ilha, cerca de dois metros separando um fuzileiro naval do outro, e eles deveriam marchar do extremo sul da ilha para o norte. O comandante sentiu que Oba e seus homens teriam que lutar, render-se ou ser expulsos para o norte e, eventualmente, capturados. Devido a essa rede de arrasto, os civis idosos e enfermos se ofereceram para se render. Embora alguns dos soldados quisessem lutar, o Capitão Oba afirmou que suas principais preocupações eram proteger os civis e permanecer vivos para continuar a guerra. À medida que a linha de fuzileiros navais se aproximava da área, a maioria dos soldados e civis restantes subiu até uma clareira escondida na montanha, enquanto outros ficaram em saliências estreitas e se agarraram ao lado da montanha. Eles mantiveram suas posições precárias durante a maior parte do dia, enquanto os fuzileiros navais cruzavam a área, saqueando cabanas e jardins quando os encontravam. Em alguns lugares, os japoneses se esconderam em encostas do monte, e pendurados nas bordas estavam a menos de 20 pés (6,1 m) acima das cabeças dos fuzileiros navais. A busca dos fuzileiros navais se mostrou inútil e acabou levando à transferência do comandante desapontado.

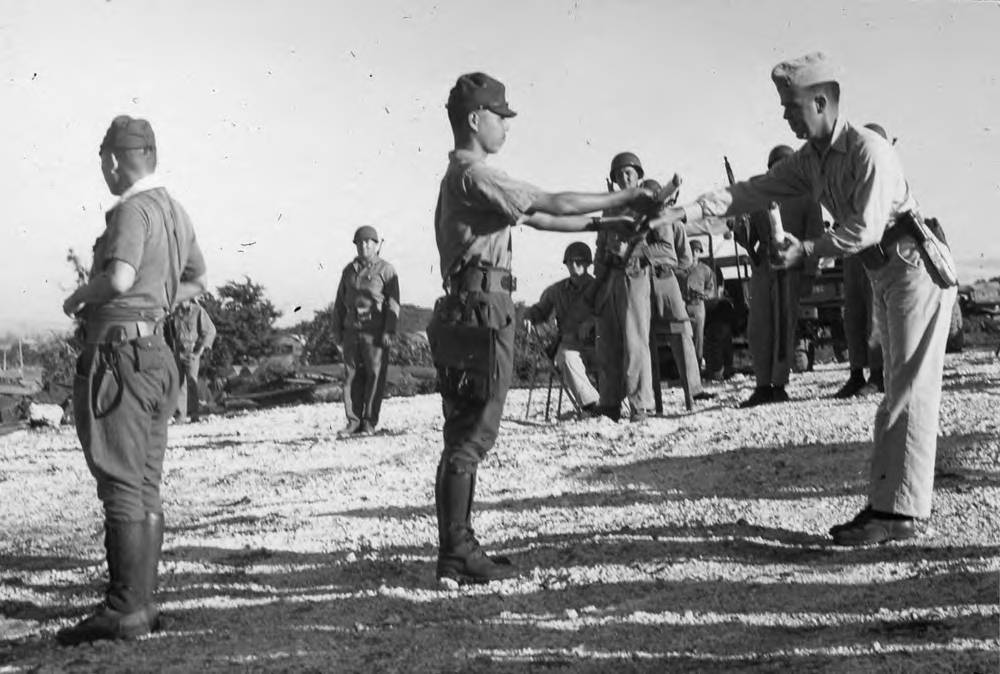
O capitão Sakae Ōba entrega sua Gunto ao tenente-coronel Howard G. Kirgis, USMC, em Saipan, Ilhas Marianas, na manhã de sábado, 1º de dezembro de 1945.

O capitão Ōba e seus homens resistiram na ilha por 512 dias, ou cerca de 16 meses. Em 27 de novembro de 1945, o ex -major-general Umahachi Amō, comandante da 9ª Brigada Mista Independente durante a Batalha de Saipan, conseguiu atrair alguns japoneses escondidos cantando o hino do ramo de infantaria japonês. Amō então pôde apresentar documentos do extinto Quartel-General Imperial ao Capitão Ōba, ordenando que ele e seus 46 homens restantes se rendessem aos americanos.
Em 1 de dezembro de 1945, três meses após a rendição oficial do Japão, os soldados japoneses se reuniram mais uma vez no Monte Tapochau e cantaram uma canção de partida para os espíritos dos mortos de guerra. Ōba então conduziu seu povo para fora da selva e eles se apresentaram aos fuzileiros navais da 18ª Companhia de Artilharia Antiaérea. Com grande formalidade e dignidade proporcional, o capitão Ōba entregou sua espada ao tenente-coronel Howard G. Kirgis, e seus homens entregaram suas armas e bandeiras. Eles foram a última resistência organizada das forças japonesas em Saipan.
Após o governo japonês confirmar que Ōba estava vivo em Saipan, sua promoção "póstuma" foi rescindida. Após sua libertação da custódia aliada, ele foi repatriado. Uma vez de volta ao Japão, Ōba se reuniu com sua esposa e conheceu seu filho pela primeira vez; a criança havia nascido em 1937, logo após seu pai ter partido para a China.  Ōba foi contratado pela Maruei Department Store Company em 1952, onde foi empregado como representante e porta-voz do conselho de administração até 1992. De 1967 a 1979, Ōba serviu no conselho municipal da cidade de Gamagori , na província de Aichi.
Don Jones, um ex-fuzileiro naval dos EUA estacionado em Saipan e que já fez parte de um grupo emboscado pelos homens de Ōba, ficou intrigado com a história dos redutos japoneses e procurou Ōba após a guerra.  Com a cooperação de Ōba, Jones escreveu um livro sobre suas experiências em Saipan.  Jones se tornou um amigo de longa data da família Ōba e chegou a localizar o tenente-coronel aposentado Kirgis, a quem Ōba se rendeu em 1945, e perguntou se ele poderia devolver a espada que Ōba havia entregado quando se rendeu. Kirgis concordou e Jones levou a espada para o Japão, onde a presenteou ao seu grato amigo. A espada de herança permanece em posse da família Ōba. Sakae Ōba morreu em 8 de junho de 1992, aos 78 anos.  Seus restos mortais foram enterrados no túmulo da família Ōba no Templo Kou'un em Gamagori.
O esforço colaborativo entre Ōba e Don Jones resultou em um relato novelizado que foi traduzido pela primeira vez para o japonês e publicado em 1982. Tornou-se um sucesso popular, e a versão em inglês foi publicada em 1986 sob o título Oba, O Último Samurai: Saipan 1944–1945.
Em maio de 2010, o segundo filho de Sakae Ōba, Hisamitsu, descobriu mais de 1.200 páginas de cartas e cartões postais escritos entre seus pais Sakae e Mineko, a maioria datada entre 1937 e 1941, embora algumas sejam datadas de 1944. Hisamitsu mostrou as cartas a seu primo, Keiichiro Hirano, um romancista e ganhador do prestigioso Prêmio Akutagawa em 1998. Hirano ficou profundamente comovido com o que leu na correspondência de guerra e ajudou a encontrar uma editora local. Eles ofereceram a tarefa de publicação a Mari Mizutani, de Toyohashi, que declarou acreditar que as cartas são especialmente significativas por suas descrições detalhadas da vida diária durante a guerra; enquanto marido e mulher escreveram sobre seu profundo afeto um pelo outro, ambos também escreveram sobre inúmeras atividades diárias, Mineko em Gamagori e Ōba na China ou em serviço de ocupação na Manchúria, antes de serem enviados para o Pacífico. As cartas foram revisadas por um painel de voluntários locais, a maioria dos quais tinha experiência profissional em literatura, publicação, história ou estavam de alguma forma ligados a assuntos locais. Uma seleção das cartas foi compilada e publicada em janeiro de 2011 sob o título Senka no rabu retah, ou Cartas de Amor dos Fogos da Guerra .
Em 11 de fevereiro de 2011, o filme Taiheiyō no kiseki – fokksu to yobareta otoko (太平洋の奇跡−フォックスと呼ばれた男− , ou Milagre do Pacífico: O Homem Chamado Raposa (também intitulado "Oba: O Último Samurai") foi lançado nos cinemas, retratando as lutas de Ōba e seu grupo em Saipan, bem como a implacável caçada humana dos fuzileiros navais. Foi produzido pela Toho Pictures, sob direção de Hideyuki Hirayama; envolveu unidades de produção do Japão, dos Estados Unidos e da Tailândia, e estrela Yutaka Takenouchi como Sakae Oba. Em preparação para o papel, Takenouchi se encontrou com Hisamitsu Ōba e os dois prestaram suas homenagens no túmulo de Sakae Ōba.